# Ioviacum
Ioviacum war eine in antiken Quellen erwähnte römische Straßenstation zwischen den Städten Lauriacum und Boiodurum in Noricum, dem heutigen Oberösterreich. Sie war Teil des Donaulimes, genauer des Limes Noricus. Ihre Identifizierung mit heutigen Orten ist nicht abschließend bewiesen, wahrscheinlich handelt es sich aber um das heutige Aschach an der Donau.
Ioviacum (auch Ioviaco, Iobiaco) wird in drei antiken Quellen erwähnt: Im Itinerarium Antonini aus dem 3. Jahrhundert, in der Notitia dignitatum aus dem 5. Jahrhundert sowie in der Vita sancti Severini des Eugippius aus dem Jahr 511. In der Notitia dignitatum wird die Station als Sitz eines Präfekten der Legio II Italica und der Liburnarier – einer Marineinfanterieeinheit der Donauflotte  – erwähnt; bei Eugippius als einer der Orte, die Severin von Noricum vor der Vernichtung durch die Heruler bewahren wollte, indem er ihnen zur Flucht riet. Eugippius’ Schilderung legt nahe, dass im 6. Jahrhundert neben der Station bzw. dem römischen Militärlager eine zivile Siedlung (oppidum) bestanden haben muss.
Ioviacum wurde zunächst zumeist mit dem bereits im 19. Jahrhundert entdeckten Kleinkastell Schlögen identifiziert. Eine weitere Möglichkeit war das Kastell Eferding. Auch Gstöttenau wurde zuweilen in Erwägung gezogen. Neuere Forschungen und archäologische Funde legen jedoch nahe, dass Ioviacum auf dem Gebiet des heutigen Aschach an der Donau gelegen haben könnte. Ein wichtiges Argument in diesem Zusammenhang ist die Anwesenheit der Marineinfanterieeinheit der Liburnarier in Ioviacum. Für einen Stützpunkt der Donauflotte scheint das Kleinkastell Schlögen zu klein gewesen zu sein.